# 로버트 쉐인

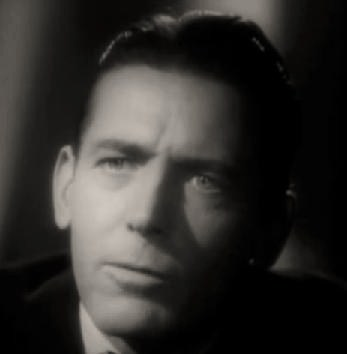

로버트 쉐인(Robert Shayne, 1900년 10월 4일 ~ 1992년 11월 29일)은 미국의 배우, 텔레비전 배우이다.
용커스에서 태어났으며 우들랜드힐스에서 사망하였다. 사인은 폐암이다.  포리스트 론 메모리얼 파크에 매장되었다.

## 영화
- 네이키드 몬스터 (2005년)
- 초인 플래시 - 시리즈 (1990년)
- 슈퍼맨 - 73년작 (1973년) - 빌 헨더슨 역
- 맨발의 경영자 (1971년)
- 건망증 선생님 2 (1963년)
- 몬스터 만드는 법 (1958년)
- 나는 갱 (1958년)
- 십대 혈거인 (1958년)
- 위성 전쟁 (1958년)
- 크로노스 (1957년)
- 자이언트 크로 (1957년)
- 슈퍼맨 - 54년작 5 (1954년) - 빌 헨더슨 역
- 슈퍼맨 - 54년작 4 (1954년) - 빌 헨더슨 역
- 슈퍼맨 - 54년작 3 (1954년) - 빌 헨더슨 역
- 슈퍼맨 - 54년작 2 (1954년) - 빌 헨더슨 역
- 슈퍼맨 - 54년작 1 (1954년) - 빌 헨더슨 역
- 네안데르탈 남자 (1953년)
- 블루 가디니아 (1953년)
- 화성에서 온 침입자 (1953년)
- 위다웃 워닝! (1952년)
- 슈퍼맨 - 50년대 TV 시리즈 (1952년) - 빌 헨더슨 역
- 론 레인저 - 49년 시리즈 (1949년)
- 웰컴 스트레인저 (1947년)
- 스매쉬업 (1947년)
- 비하인드 더 마스크 (1946년)
- 코네티컷의 크리스마스 (1945년)
- 샌 안토니오 (1945년)
- 쉐인 온 하베스트 문 (1944년)
- 헐리우드 캔틴 (1944년)
- 미스터 스케핑튼 (1944년) - 맥마흔 역